# Prima Divisione Calabria 1949-1950
Fu il quarto livello del campionato italiano di calcio e la 27ª edizione della Prima Divisione nonostante il declassamento subito da quando fu istituita. Il campionato fu organizzato e gestito dalle Leghe Regionali che emanavano autonomamente anche le promozioni in Serie C e le retrocessioni.
La Prima Divisione fu il massimo campionato regionale di calcio disputato in Calabria nella stagione 1949-1950.
Questi sono i gironi organizzati dalla Lega Regionale Calabra per la regione Calabria.

## Girone A

### Squadre partecipanti
| Club                       | Città                      | Stagione precedente |
| -------------------------- | -------------------------- | ------------------- |
| S.S. Acri                  | Acri (CS)                  |                     |
| U.S. Castrovillari         | Castrovillari (CS)         |                     |
| Soc. La Sportiva Cariatese | Cariati (CS)               |                     |
| A.S. Cremissa              | Cirò Marina (CZ)           |                     |
| A.C. Rossanese             | Rossano (CS)               |                     |
| S.S. Silana                | San Giovanni in Fiore (CS) |                     |
| Vaccarizzo                 | Vaccarizzo Albanese (CS)   |                     |

### Classifica
|  | Pos. | Squadra       | Pt | G  | V | N | P | GF | GS | DR |
|  | ---- | ------------- | -- | -- | - | - | - | -- | -- | -- |
|  | 1.   | Acri          | ?? | ?? |   |   |   |    |    |    |
|  | 1.   | Silana        | ?? | ?? |   |   |   |    |    |    |
|  | 3.   | Castrovillari | ?? | ?? |   |   |   |    |    |    |
|  | 4.   | ???           | ?? | ?? |   |   |   |    |    |    |
|  | 5.   | ???           | ?? | ?? |   |   |   |    |    |    |
|  | 6.   | ???           | ?? | ?? |   |   |   |    |    |    |
|  | 7.   | ???           | ?? | ?? |   |   |   |    |    |    |

Legenda:
      Ammesso alle finali regionali.
      Retrocesso in Seconda Divisione.
Regolamento:
Due punti a vittoria, uno a pareggio, zero a sconfitta.
Pari merito in caso di pari punti e spareggi in caso di pari punti in zona promozione e retrocessione.
Note:
L'Acri primo classificato, dopo aver vinto lo spareggio per l'aggiudicazione del primo posto contro la Silana per 2-1,sul neutro di Cosenza.

#### Spareggio per il primo posto in classifica
|      | Risultati |        | Luogo e data        |  |
| ---- | --------- | ------ | ------------------- |  |
| Acri | 2-1       | Silana | Cosenza, ?? ?? 1950 |  |
|      |           |        |                     |  |

## Girone B

### Squadre partecipanti
| Club                  | Città                      | Stagione precedente |
| --------------------- | -------------------------- | ------------------- |
| S.S. Audace Catanzaro | Catanzaro Marina           |                     |
| U.S. Borgia           | Borgia (CZ)                |                     |
| Chiaravalle           | Chiaravalle Centrale (CZ)  |                     |
| Juventina Locri       | Locri (RC)                 |                     |
| Melito                | Melito di Porto Salvo (RC) |                     |
| U.S. Soverato         | Soverato (CZ)              |                     |
| S.S. Roccella         | Roccella Ionica (RC)       |                     |

### Classifica
|  | Pos. | Squadra | Pt | G  | V | N | P | GF | GS | DR |
|  | ---- | ------- | -- | -- | - | - | - | -- | -- | -- |
|  | 1.   | ???     | ?? | ?? |   |   |   |    |    |    |
|  | 2.   | ???     | ?? | ?? |   |   |   |    |    |    |
|  | 3.   | ???     | ?? | ?? |   |   |   |    |    |    |
|  | 4.   | ???     | ?? | ?? |   |   |   |    |    |    |
|  | 5.   | ???     | ?? | ?? |   |   |   |    |    |    |
|  | 6.   | ???     | ?? | ?? |   |   |   |    |    |    |
|  | 7.   | ???     | ?? | ?? |   |   |   |    |    |    |

Legenda:
      Ammesso alle finali regionali.
      Retrocesso in Seconda Divisione.
Regolamento:
Due punti a vittoria, uno a pareggio, zero a sconfitta.
Pari merito in caso di pari punti e spareggi in caso di pari punti in zona promozione e retrocessione.

## Girone C

### Squadre partecipanti
| Club                             | Città                            | Stagione precedente |
| -------------------------------- | -------------------------------- | ------------------- |
| A.C. Aspromonte                  | Santa Cristina d'Aspromonte (RC) |                     |
| Cinquefrondi                     | Cinquefrondi (RC)                |                     |
| S.S. Deliese                     | Delianuova (RC)                  |                     |
| A.S. Antonio Feltrinelli Villese | Villa San Giovanni (RC)          |                     |
| S.C. Mamerto                     | Oppido Mamertina (RC)            |                     |
| C.S.I. Palmi                     | Palmi (RC)                       |                     |
| S.S. Polistena                   | Polistena (RC)                   |                     |
| A.S. Rizziconi                   | Rizziconi (RC)                   |                     |

### Classifica
|  | Pos. | Squadra | Pt | G  | V | N | P | GF | GS | DR |
|  | ---- | ------- | -- | -- | - | - | - | -- | -- | -- |
|  | 1.   | ???     | ?? | ?? |   |   |   |    |    |    |
|  | 2.   | ???     | ?? | ?? |   |   |   |    |    |    |
|  | 3.   | ???     | ?? | ?? |   |   |   |    |    |    |
|  | 4.   | ???     | ?? | ?? |   |   |   |    |    |    |
|  | 5.   | ???     | ?? | ?? |   |   |   |    |    |    |
|  | 6.   | ???     | ?? | ?? |   |   |   |    |    |    |
|  | 7.   | ???     | ?? | ?? |   |   |   |    |    |    |
|  | 8.   | ???     | ?? | ?? |   |   |   |    |    |    |

Legenda:
      Ammesso alle finali regionali.
      Retrocesso in Seconda Divisione.
Regolamento:
Due punti a vittoria, uno a pareggio, zero a sconfitta.
Pari merito in caso di pari punti e spareggi in caso di pari punti in zona promozione e retrocessione.

## Girone D

### Squadre partecipanti
| Club                | Città                | Stagione precedente |
| ------------------- | -------------------- | ------------------- |
| U.S. Bagnarese      | Bagnara Calabra (RC) |                     |
| S.S. Calcementi     | Vibo Marina (CZ)     |                     |
| U.S. Curinga        | Curinga (CZ)         |                     |
| U.S. Gioiese        | Gioia Tauro (RC)     |                     |
| U.S. Paolana        | Paola (CS)           |                     |
| A.S. Sambiase       | Sambiase (CZ)        |                     |
| San Francesco Paola | Paola (CS)           |                     |
| U.S. Vibonese       | Vibo Valentia (CZ)   |                     |

### Classifica
|  | Pos. | Squadra  | Pt | G  | V | N | P | GF | GS | DR |
|  | ---- | -------- | -- | -- | - | - | - | -- | -- | -- |
|  | 1.   | Paolana  | ?? | 14 |   |   |   |    |    |    |
|  | 2.   | ???      | ?? | 14 |   |   |   |    |    |    |
|  | 3.   | ???      | ?? | 14 |   |   |   |    |    |    |
|  | 4.   | Vibonese | ?? | 14 |   |   |   |    |    |    |
|  | 5.   | ???      | ?? | ?? |   |   |   |    |    |    |
|  | 6.   | ???      | ?? | ?? |   |   |   |    |    |    |
|  | 7.   | ???      | ?? | ?? |   |   |   |    |    |    |
|  | 8.   | ???      | ?? | ?? |   |   |   |    |    |    |

Legenda:
      Ammesso alle finali regionali.
      Retrocesso in Seconda Divisione.
Regolamento:
Due punti a vittoria, uno a pareggio, zero a sconfitta.
Pari merito in caso di pari punti e spareggi in caso di pari punti in zona promozione e retrocessione.

## Finali per la promozione
Verdetti
- Paolana campione calabrese e promossa in Promozione 1950-1951.